# Polskie Towarzystwo Bezpieczeństwa Narodowego
Polskie Towarzystwo Bezpieczeństwa Narodowego – interdyscyplinarne towarzystwo naukowe i think tank, skupiający badaczy i praktyków zajmujących naukami o bezpieczeństwie. Celem Towarzystwa jest rozwój i upowszechnianie wiedzy na temat budowania odporności państwa wobec zagrożeń dla bezpieczeństwa narodowego i międzynarodowej pozycji Rzeczypospolitej Polskiej. Towarzystwo utworzone zostało w październiku 2015 r. z inicjatywy adiunkta Uniwersytetu Śląskiego w Katowicach Jarosława Tomasiewicza.

## Publikacje
Polskie Towarzystwo Bezpieczeństwa Narodowego corocznie publikuje „Raporty PTBN”:
- Zagrożenia o charakterze terrorystycznym a system antyterrorystyczny RP (2020),
- Bezpieczeństwo infrastruktury krytycznej wobec zagrożeń ze strony platform bezzałogowych (2021),
- Zagrożenia informacyjne dla infrastruktury krytycznej na przykładzie technologii 5G (2022),
- Zagrożenia o charakterze terrorystycznym w RP w latach 2021-2022 (2023).

W 2023 r. PTBN zainicjował dwie nowe serie specjalistyczne: „Ekspertyzy PTBN” (nr 1: M. Piekarski, Ochrona infrastruktury krytycznej na polskich obszarach morskich w kontekście zagrożeń hybrydowych) oraz „Analizy PTBN” (nr 1: K. Wojtasik, Analiza wyników badań na temat percepcji zagrożeń o charakterze terrorystycznym wśród uczestników EU PSA). 
W 2024 r. opublikowany został raport pt. Potencjał dezinformacyjny wokół tematu budowy elektrowni jądrowej w Polsce, opracowany wspólnie z NASK. 
PTBN publikowało również w ramach swojej działalności edukacyjnej w mediach społecznościowych serię fiszek edukacyjnych: #PTBNedu – fiszki edukacyjne PTBN, #ZaleceniaAT - zalecenia dot. doskonalenia systemu antyterrorystycznego RP.

## Konferencje
PTBN organizował, współorganizował lub obejmował patronatem szereg konferencji m.in.
- III Ogólnopolski Kongres Naukowo-Techniczny Bezpieczeństwo antyterrorystyczne budynków użyteczności publicznej (Uniwersytet Wrocławski, Safety Project, listopad 2019 r.),
- 20-lecie wojny z terroryzmem - bilans i perspektywy (Uniwersytet Wrocławski, Wrocław, wrzesień 2021 r.)[3]
- VII Konferencja Naukowa Bezpieczeństwo energetyczne – filary i perspektywa rozwoju (Instytut Polityki Energetycznej oraz Politechnika Rzeszowska im. Ignacego Łukasiewicza, Rzeszów, wrzesień 2021 r.)
- XV konferencja naukowa PARAMEDYK (Wyższa Szkoła Administracji i Biznesu im. E. Kwiatkowskiego w Gdyni, Gdynia, wrzesień 2022 r.)
- Bezpieczeństwo infrastruktury krytycznej w sobie zagrożeń hybrydowych (Wydział Prawa i Administracji Uniwersytetu Warmińsko-Mazurskiego, Olsztyn, październik 2022 r.)
- Budowanie odporności na zagrożenia hybrydowe w bałtyckich portach morskich (Wyższa Szkoła Administracji i Biznesu im. E. Kwiatkowskiego, Gdynia, marzec 2023 r.)
- I Kongres Bliskiego Wschodu (Wydział Nauk Społecznych Uniwersytetu Gdańskiego, Gdańsk, luty–marzec 2024 r.)
- Infrastruktura krytyczna w okresie zmian regulacji prawnych (Wydział Prawa i Administracji Uniwersytetu Warmińsko-Mazurskiego, Olsztyn, kwiecień 2024 r.)
- Kongres Ochrony Ludności i Obrony Cywilnej „Odporność 2024” (Grupa Defence24, Warszawa, marzec 2024 r.)
- Defence24 Days (Grupa Defence24, Warszawa, maj 2024 r.)
- Konferencja Naukowa Bezpieczeństwo energetyczne – filary i perspektywa rozwoju (Politechnika Rzeszowska im. Łukasiewicza, Rzeszów, wrzesień 2024 r.)
- Kongres Bezpieczeństwo Polski – Total Security (MMC Polska, Warszawa, październik 2024 r.)
- Energy Security Congress (Klub Energetyczny, Warszawa, styczeń 2025 r.)[4].

## Projekty
PTBN uczestniczy w projektach: 
- R-GRID: AI algorithms for Threat Prediction and Power Grid Protection[5],
- EU-CIP,
- IMPRESS.

W sierpniu 2021 r. Zarząd PTBN powołał do życia laboratorium analityczne PTBN Data Lab, którego zadaniem jest badanie wykorzystania cyberprzestrzeni, w tym mediów społecznościowych, do szerzenia narracji zagrażającej bezpieczeństwu narodowemu. 
W listopadzie 2021 r. członkowie PTBN przygotowali skrypty dla nauczycieli szkół podstawowych i ponadpodstawowych z zakresu dezinformacji i manipulacji w ramach projektu realizowanego przez Fundację Misji Obywatelskiej pn. "Bezpieczna kultura dla młodych".
W marcu i maju 2022 r. PTBN wspólnie z DG HOME Komisji Europejskiej zorganizował w Warszawie szkolenia z zakresu ochrony miejsc kultu religijnego przez zamachami terrorystycznymi.
W marcu 2023 r. przeprowadził w Gdyni we współpracy z EU Protective Security Advisors warsztaty dotyczące oceny kontroli bezpieczeństwa w portach morskich i zlokalizowanych na ich terenie strategicznych obiektów energetycznych.

## Współpraca
PTBN współpracowało m.in. z Instytutem Polityki Energetycznej im. Ignacego Łukasiewicza, Wydziałem Nauk Politycznych i Studiów Międzynarodowych Uniwersytetu Warszawskiego, Wyższą Szkołą Administracji i Biznesu im. E. Kwiatkowskiego w Gdyni, Centrum Badań Nad Terroryzmem im. Krzysztofa Liedela w Collegium Civitas, Polską Platformą Bezpieczeństwa Wewnętrznego (od 2023), Fundacją Misji Obywatelskiej, NASK - Państwowym Instytutem Badawczym, Urzędem Transportu Kolejowego oraz Ideas NCBR.
W październiku 2021 r. PTBN zostało organizacją członkowską eksperckiej grupy roboczej ds. dronów, która jest prowadzona przez DG MOVE Komisji Europejskiej. 
W 2021 r. PTBN uzyskało członkostwo w ogólnoeuropejskiej sieci przeciwdziałania zagrożeniom hybrydowym EU-HYBNET.
W listopadzie 2022 r. PTBN zostało stroną Porozumienia sektorowego na rzecz rozwoju morskiej energetyki wiatrowej w Polsce. 